# Molgula siphonata
Molgula siphonata är en sjöpungsart som beskrevs av Joshua Alder 1850. Molgula siphonata ingår i släktet Molgula och familjen kulsjöpungar. Arten har ej påträffats i Sverige. Inga underarter finns listade i Catalogue of Life.